# Glen Savoie
Glen Savoie est un homme politique canadien. Il représente la circonscription de Saint John-Est à l'Assemblée législative du Nouveau-Brunswick depuis l'élection partielle du 17 novembre 2014.

## Biographie
Savoie a fait ses études en programmation informatique et gestion de réseaux au New Brunswick Community College, où il a obtenu son diplôme en 2001. Depuis, il a œuvré à titre de technicien de service aux entreprises pour la société de télécommunications Bell Aliant. Impliqué au sein du Parti progressiste-conservateur depuis 1987, où il fait campagne pour Bev Harrison, Savoie est actif dans le domaine du sport amateur régional. Il est un entraîneur certifié d'arts martiaux.